# Fritz Kaindl
Fritz Kaindl (* 23. April 1922 in Stockerau; † 13. September 2015 in Wien) war ein österreichischer Kardiologe und Hochschullehrer.

## Leben
Fritz Kaindl besuchte zunächst sechs Klassen des Realgymnasiums in Stockerau, danach wechselte er in die Mittelschule in die Albertgasse in Wien-Josefstadt. Nach der Matura wurde er zum Arbeits- und Kriegsdienst eingezogen, begann während Studienurlauben mit dem Studium und promovierte 1946. Anschließend erhielt er eine Ausbildung bei Franz Brücke am Pharmakologischen Institut der Universität Wien und war an der II. Medizinischen Universitätsklinik bei Karl Fellinger tätig, wo er unter anderem Röntgenkinematografie der Arterien und Venen einführte. Im Rahmen von Studienaufenthalten in Stockholm erhielt er zusätzliche Ausbildungen über kardiologische Untersuchungstechniken, insbesondere über Herzkatheteruntersuchungen. In der Lungenheilanstalt Hochegg erhielt er eine pulmologische Ausbildung.
1957 habilitierte er sich, 1964 wurde er Professor für Kardiologie und Angiologie an der Universität Wien. Mit 1. Jänner 1968 wurde eine eigene Kardiologische Universitätsklinik eingerichtet, deren Vorstand er bis Ende 1992 war. In dieser Funktion trug er zum Aufbau der Spezialdisziplin Kardiologie in Österreich bei. Zu seinen Studenten zählten unter anderem die späteren Universitätsprofessoren Felix Unger und Otmar Pachinger.
1968 gründete er die Österreichische Kardiologische Gesellschaft und war deren erster Vorstand. 1971 startete Kaindl gemeinsam mit ORF-Generaldirektor Gerd Bacher die Gesundheits-Kampagne Schach dem Herztod. Die Aktion diente unter anderem der Finanzierung der Einrichtung von Herz-Überwachungsstationen und legte die Basis für den Österreichischen Herzfonds dessen Ehrenpräsident Kaindl zuletzt war.
Fritz Kaindl war Autor von etwa 250 wissenschaftlichen Veröffentlichungen. Er starb am 13. September 2015 im Alter von 93 Jahren.

## Auszeichnungen
- Großes Silbernes Ehrenzeichen für Verdienste um die Republik Österreich
- Goldenes Ehrenzeichen für Verdienste um das Land Wien
- Commodore des Malteser Ritterordens[2]